# Guánica
Guánica – miasto w Portoryko, w gminie Guánica. Według danych szacunkowych na rok 2008 liczy 9 057 mieszkańców. Zostało założone w 1508.